# Castello di Balgonie
Il castello di Balgonie (in inglese Balgonie Castle) è un castello fortificato del villaggio scozzese di Milton of Balgonie (dintorni di Markinch), nel Fife, costruito a partire tra la metà del XIV secolo e la fine del XIV secolo  e che fu di proprietà delle famiglie Sibbald, Lundie, Leslie e Balfour.

## Storia
La tenuta di Balgonie divenne di proprietà della famiglia Sibbald nel 1246. La parte più antica del castello, ovvero il mastio, venne fatta costruire intorno al 1360 da John o Thomas Sibbald, tesoriere di Scozia.
La struttura fu quindi ampliata nel 1496, con la costruzione dell'ala settentrionale, da Sir Robert Lundie, divenuto proprietario del castello in seguito al matrimonio con Helen Sibbald.
Tra la fine del XV secolo e la metà del XVI secolo, il castello venne visitato due volte da reali scozzesi, segnatamente, il 20 agosto 1496, quando ospitò re Giacomo IV e nel 1565, quando ospitò la regina Maria Stuarda.
Nel 1635, il castello venne acquistato dal generale Alexander Leslie, che sei anni prima era stato nominato primo conte di Leven e signore di Balgonie. I conti di Leven rimasereo quindi proprietari del castello di Balgonie per quasi 200 anni.
Un membro della famiglia Leslie, Jon Leslie, VII conte di Rothes, fece costruire nel 1660, in sostituzione di un ponte in legno, una scala che collegava il mastio all'ala settentrionale del castello.
Nel gennaio 1716, il castello di Balgonie venne saccheggiato e occupato da Rob Roy MacGregor e da duecento soldati giacobiti, che tenevano prigioniere venti persone. Negli anni venti del XVIII secolo, vennero apportate delle piccole modifiche alla struttura per volere di David Melville, VI conte di Leven, che fece inserire delle finestre a ghigliottina.
Nel 1824, i conti di Leven cedettero il castello alla famiglia Balfour, originaria di Whittinghame. Da quel momento in poi, però, il castello di Balgonie cadde progressivamente in uno stato di rovina, tanto che già nel 1840 era privo del tetto.
Alla metà degli anni settanta del XX secolo, venne intrapresa da David Maxwell un'opera di restauro della struttura. Il castello venne quindi ceduto nel 1985 all'artista Raymond Morris.

## Architettura
Il castello si erge su un piccolo promontorio che si affaccia sulla riva meridionale del fiume Leven e raggiunge un'altezza di circa 75 piedi.

## Leggende
Secondo le leggende, il castello di Balgonie sarebbe infestato da vari fantasmi, tra cui Green Jeanie, ritenuto lo spirito di una componente della famiglia Lundie, il fantasma di un soldato del XVII secolo, quello di un cane, ecc.

## Nella cultura di massa
- Il castello di Balgonie venne utilizzato come location nella serie Outlander.[1][7]